# اسب آبی کوتوله
اسب آبی کوتوله (نام علمی: Choeropsis liberiensis) نام یک گونه از تیره اسب‌آبیان است. مشابه خویشاوند بزرگش است اما پوزه‌ای کوچک‌تر دارد و در مرداب‌های جنگلی غرب آفریقا زندگی می‌کند.